# Médan
Médan – miejscowość i gmina we Francji, w regionie Île-de-France, w departamencie Yvelines. Przez miejscowość przepływa Sekwana. 
Według danych na rok 1990 gminę zamieszkiwało 1387 osób, a gęstość zaludnienia wynosiła 487 osób/km² (wśród 1287 gmin regionu Île-de-France Médan plasuje się na 568. miejscu pod względem liczby ludności, natomiast pod względem powierzchni na miejscu 822.).
W Médan znajduje się zamek z XV wieku. Początkowo pełnił rolę pawilonu myśliwskiego. W okresie Renesansu zbierali się w nim poeci Plejady na czele z Ronsardem. Zamieszkiwał w nim Maurice Maeterlinck, malował go Paul Cézanne. W latach 1966–1974 drukowano w nim czasopismo „Combat”. Obecnie własność prywatna. 